# 约翰尼·默瑟
约翰·赫恩登·默瑟（John Herndon Mercer，1909年11月18日—1976年6月25日）是一位美国作词家和歌手，也是国会唱片、歌曲作者名人堂创始人。
他曾為1,500多首歌曲作词，如《月河》等，用于电影和百老汇戏剧。他获得了十九项奥斯卡提名，四次获得奥斯卡最佳原创歌曲奖。

## 早年

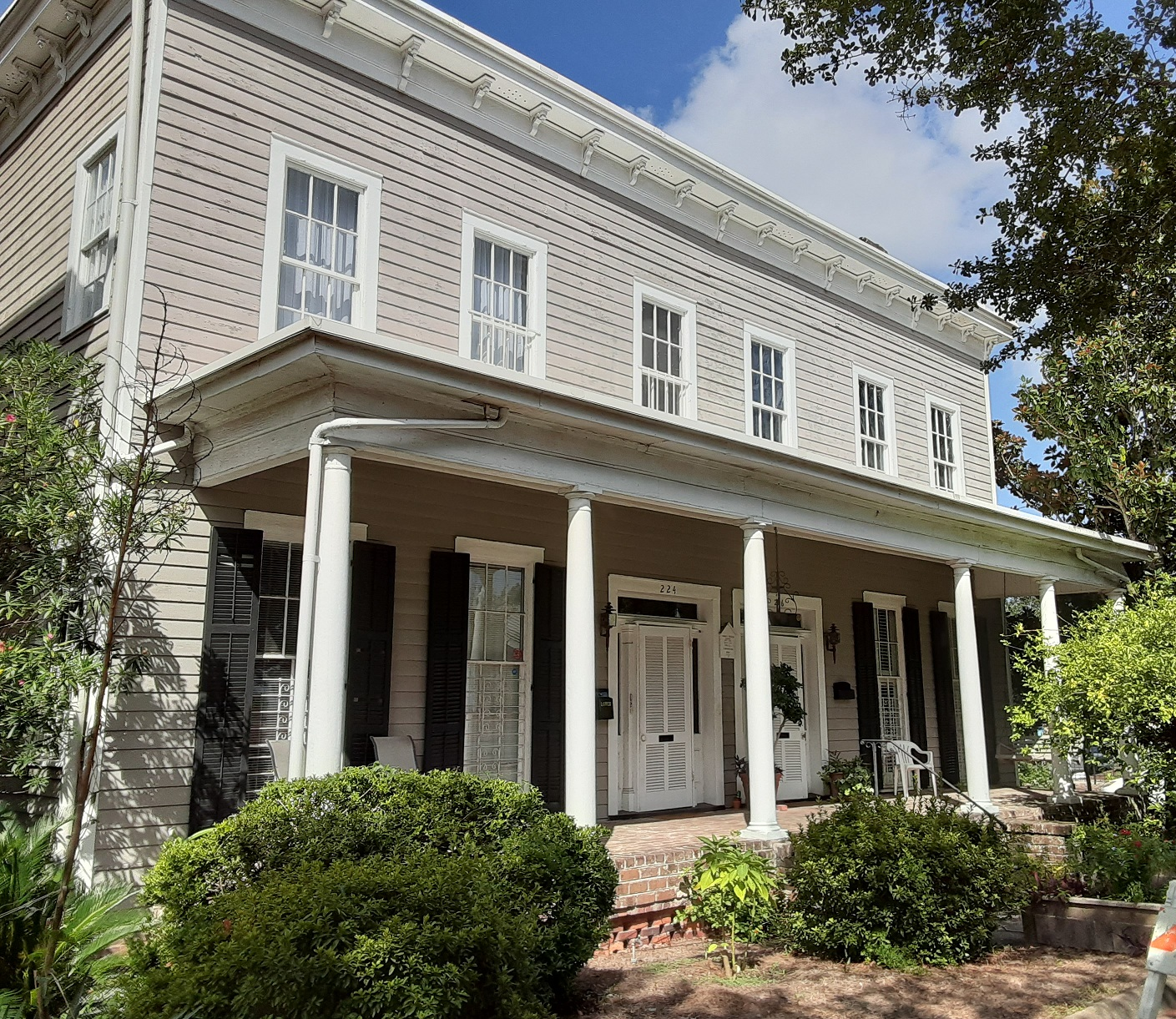
童年故居，东格温内特街224-226号

默瑟出生于乔治亚州萨凡纳，父亲乔治·安德森·默瑟是一位律师、房地产开发商，母亲莉莲·伊丽莎白（娘家姓Ciucevich）是默瑟的秘书和第二任妻子，其外祖父是克罗地亚移民，外祖母有爱尔兰血统。他是其父第四子，也是其父和其母的第一个儿子。他是美国独立战争时期的休·默瑟将军的直系后裔，乔治·巴顿是他的远房表弟。
默瑟从小就喜欢音乐，他的母亲喜欢唱民谣，其父亲也会唱一些苏格兰老歌。他的姨妈说他六个月大的时候就会唱歌，后来还带他去看黑人歌舞和杂耍表演。
小时候，默瑟有一些黑人玩伴和仆人，他听渔民和小贩谈论他，听他们用古拉語唱歌。他对黑人音乐因此一直很感兴趣，年轻时还听过贝西·史密斯、路易斯·阿姆斯特朗的歌。
他没有接受过正规的音乐培训，但六岁时就在合唱团唱歌，十一岁或十二岁的时候能记住听过的大部分歌曲。他学过小号和钢琴，但并不成功，他读不懂乐谱，而有一套自己的记谱方法。
他的父亲拥有镇上第一辆汽车。为了躲避萨凡纳的炎热，一家人会开车前往北卡罗来纳州阿什维尔附近的山区度假。默瑟曾就读于弗吉尼亚州的伍德伯里森林学校（Woodberry Forest School），1927年毕业。虽然不是尖子生，但他活跃于文学和诗歌社团，并曾给学校出版物投稿，积累不少文学素材。
鉴于他的家族与普林斯頓和普林斯顿大学的长期联系，默瑟原本打算去那里上学，但他父亲在大萧条中遭遇经济危机，只好去帮父亲打工。

## 职业
1928年，19岁的默瑟搬到了纽约，当过几次群演。他住格林威治的公寓里，有一架破旧的钢琴，很快重新开始唱歌、作词。他在一家经纪公司找到了一份工作，白天上班，晚上发展自己的爱好。他生活清贫，有时只能靠吃燕麦片维生。他曾到埃迪·坎托的后台给对方献歌，虽未被采用，但得到坎托的鼓励。1930年，默瑟为音乐剧《The Garrick Gaieties》中的《Out of Breath (and Scared to Death of You)》作曲，他在该剧中结识了未来的妻子。这首曲子由他的朋友埃弗雷特·米勒（Everett Miller）作曲，米勒的父亲是音乐出版商T. B. Harms的高管，因此默瑟的歌得以出版。 
随后，默瑟前往加利福尼亚州为音乐剧《春天的巴黎》（Paris in the Spring）作词，并结识了他的偶像冰·哥羅士比和路易斯·阿姆斯特朗。默瑟意识到他更喜欢独立创作，而不是按需创作。回家后，他找到了米勒音乐公司 （Miller Music）作词家的工作，每周25美元，收入稳定后，他在1931年结婚。
1932年4月5日，他首次录制唱片，也为保罗·怀特曼、叶·哈伯格、杰克·蒂加登作词，他为杰克·蒂加登创作的《再见哈莱姆》（Fare Thee Well to Harlem）和《哈莱姆圣诞夜》（Christmas Night in Harlem）都是带有浓重黑人音乐风格。一次偶然的机会，他结识霍奇·卡迈克尔，两人合作的《Lazybones》（1933）大获成功。默瑟加入美国作曲家、作家和发行商协会，成为叮砰巷的一员。
由于音乐剧中独立创作的机会不多，尽管已经在纽约乐坛站稳了脚跟，但当接到雷电华电影的邀请时，他选择了接受并追随偶像哥羅士比西行。

### 在好莱坞
1935年，默瑟搬到好莱坞，开始为电影创作音乐，第一部作品出现在B级片《Old Man Rhythm》中 。随后，默瑟凭借《我是一名老牛仔》（I'm an Old Cowhand (From the Rio Grande)；1936）在好莱坞闯出名声，由克罗斯比在电影《声韵动天地》中演唱。1937年，默瑟开始为华纳兄弟工作，与作曲家理查德·怀廷合作，写出《Too Marvelous for Words》、《好莱坞万岁》（Hooray for Hollywood）等作品。怀廷因心脏病突然去世后，默瑟又与哈利·沃伦合作，创作了《Jeepers Creepers》 ，这为默瑟赢得了他的第一个奥斯卡最佳歌曲提名（1938年）。

### 其他
默瑟曾受邀参加纽约的《骆驼大篷车》（Camel Caravan）广播节目，演唱、创作歌曲还当了几个月主持人。他的作品曾占据音乐广播《Your Hit Parade》榜单前十名中的五名。
此后不久，默瑟开始与哈罗德·阿伦合作，创作了《蓝调之夜》（1941）等。
1943年， NBC节目《约翰·默瑟的音乐商店》（Johnny Mercer's Music Shop）播出。
1969年，他协助成立国家流行音乐学院歌曲作者名人堂。1971年，默瑟在纽约举办了他的回顾演出。

## 私生活
1931年，默瑟与金杰·梅尔策（Ginger Meltzer）结婚，1940年收养了一个女儿阿曼达，她在1960年和一个钢琴家结婚，1961年生下一子吉姆·科温 (Jim Corwin)。 
1941年，默瑟与19岁的朱迪·加兰发生婚外情，后者当时也已与作曲家大卫·罗斯订婚。加兰在与罗斯结婚后一度结束恋情，但后来死灰复燃。默瑟说他的《我记得你》（I Remember You，1941）表达的就是这段感情。
1976年6月25日，默瑟因无法手术的腦瘤在加利福尼亚州洛杉矶貝萊爾去世，葬在萨凡纳博纳文图尔公墓。

## 荣誉

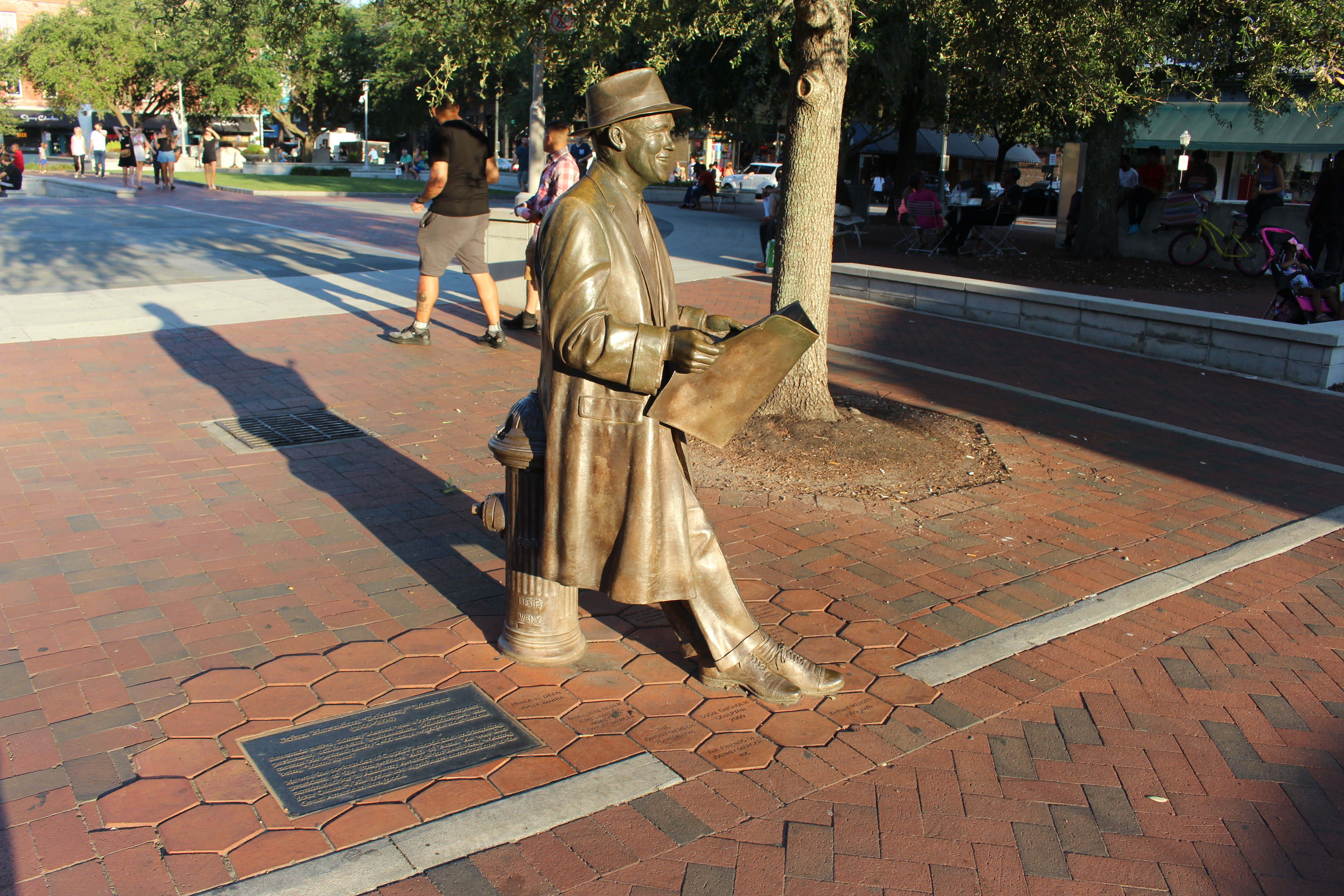
萨凡纳埃利斯广场上默瑟的青铜雕像。

他获得了十八项奥斯卡金像奖提名，获奖四次，均为最佳原创歌曲奖：
- 1946年：On the Atchison, Topeka and the Santa Fe（《哈维姑娘》，哈利·沃伦作曲）
- 1951年：In the Cool, Cool, Cool of the Evening （《喜临门》，霍奇·卡迈克尔作曲）
- 1961年：月河（《蒂凡尼的早餐》，亨利·曼奇尼作曲）
- 1962年：Days of Wine and Roses（《相见时难别亦难》，亨利·曼奇尼作曲）

1980年，歌曲作者名人堂设立了一年一度的约翰尼·默瑟奖作为其最高荣誉。他在好莱坞星光大道上拥有一星。
1983年，默瑟在去世后获得托尼奖最佳原创配乐提名。